# سیستم تراموای تورنتو
سیستم تراموای تورنتو (انگلیسی: Toronto streetcar system) شبکه ای از نه مسیر تراموا در تورنتو، انتاریو، کانادا، که توسط کمیسیون حمل و نقل تورنتو (TTC) اداره می‌شود. این سومین سیستم حمل و نقل ریلی سبک در آمریکای شمالی است. این شبکه عمدتاً در مرکز شهر تورنتو و در نزدیکی کنار آب تورنتو متمرکز است.